# Mbala (langue)
Le mbala ou kimbala (gimbala en mbala) est une langue bantoue parlée par les Bambala en République démocratique du Congo dans les territoires de Bagata et Bulungu de la province du Kwilu, entre la Kwango et le Kwilu. 

## Classification
Malcolm Guthrie et J. F. Maho classe le mbala dans le groupe de la zone H des langues bantoues, à côté du hungan, mais Bastin, Coupez et de Halleux le classe plutôt dans la zone K, à côté du pende et du kwezo.

## Sources
- Yvonne Bastin, André Coupez et Beaudoin de Halleux, « Classification lexicostatistique des langues bantoues (214 relevés) », Bulletin des Séances de l’Académie royale des sciences d’Outre-Mer, vol. 27, no 2,‎ 1983, p. 173–99
- Joseph Koni Muluwa et Koen Bostoen, Lexique comparé des langues bantu du Kwilu (République démocratique du Congo) : Français – anglais – 21 langues bantu (B, C, H, K, L), Köln, Rüdiger Köppe Verlag, coll. « Grammatical Analyses of African Languages » (no 48), 2015, 19 p. (ISBN 978-3-89645-564-2, lire en ligne)